# -roda

Verteilung der Gemeinden auf -roda

Das Suffix -roda als Bestandteil von Ortsnamen steht für einen Ort, der auf einer gerodeten Fläche entstand. Meist steht vor dem -roda der Name des Rodenden. Besonders häufig kommt dieses Suffix in Thüringen vor. Die so bezeichneten Orte wurden meist im späten Mittelalter im Hügelland oder Gebirgsvorland gegründet. Eng verwandt ist das Suffix -rode, welches hauptsächlich nördlich des Harzes vorkommt, während -roda ausschließlich südlich dieses Gebirges verbreitet ist. Im Rheinland und im Bergischen Land entspricht dem -rath, in Süddeutschland -reuth, in der Schweiz -rüti.
Roda wird auch als eigenständiger Ortsname verwendet.

## Beispiele
| Thüringen: - Friedrichroda, Stadt - Stadtroda, Stadt - Zeulenroda-Triebes, Stadt - Abteroda - Angelroda - Berteroda - Bischofroda - Braunsroda - Burkhardtroda - Ernstroda - Frankenroda - Geroda - Gräfenroda - Hauteroda - Hirschroda - Hötzelsroda - Roda (Ilmenau) - Isseroda - Kiliansroda - Langenroda - Lützeroda - Martinroda - Martinroda (Vacha) - Mechelroda - Menteroda - Neckeroda - Neuroda - Petriroda - Rippersroda - Roda (Arnstadt) - Schellroda - Seitenroda - Tannroda, ehemalige Stadt - Vitzeroda - Volkenroda - Vollersroda - Wittersroda - Wolfsburg-Unkeroda - Wutha-Farnroda | Sachsen-Anhalt: - Albersroda - Altenroda - Baumersroda - Billroda - Branderoda - Braunsroda - Burkersroda - Dietrichsroda - Ebersroda - Frankroda - Hirschroda - Janisroda - Marienroda - Petersroda - Schleberoda - Schnellroda - Wischroda Sachsen: - Alberoda - Roda (Nünchritz) - Pfaffroda - Wallroda (Arnsdorf) andere Bundesländer: - Geroda (Unterfranken) - Hohenroda (Hessen) |